# Michael Beach

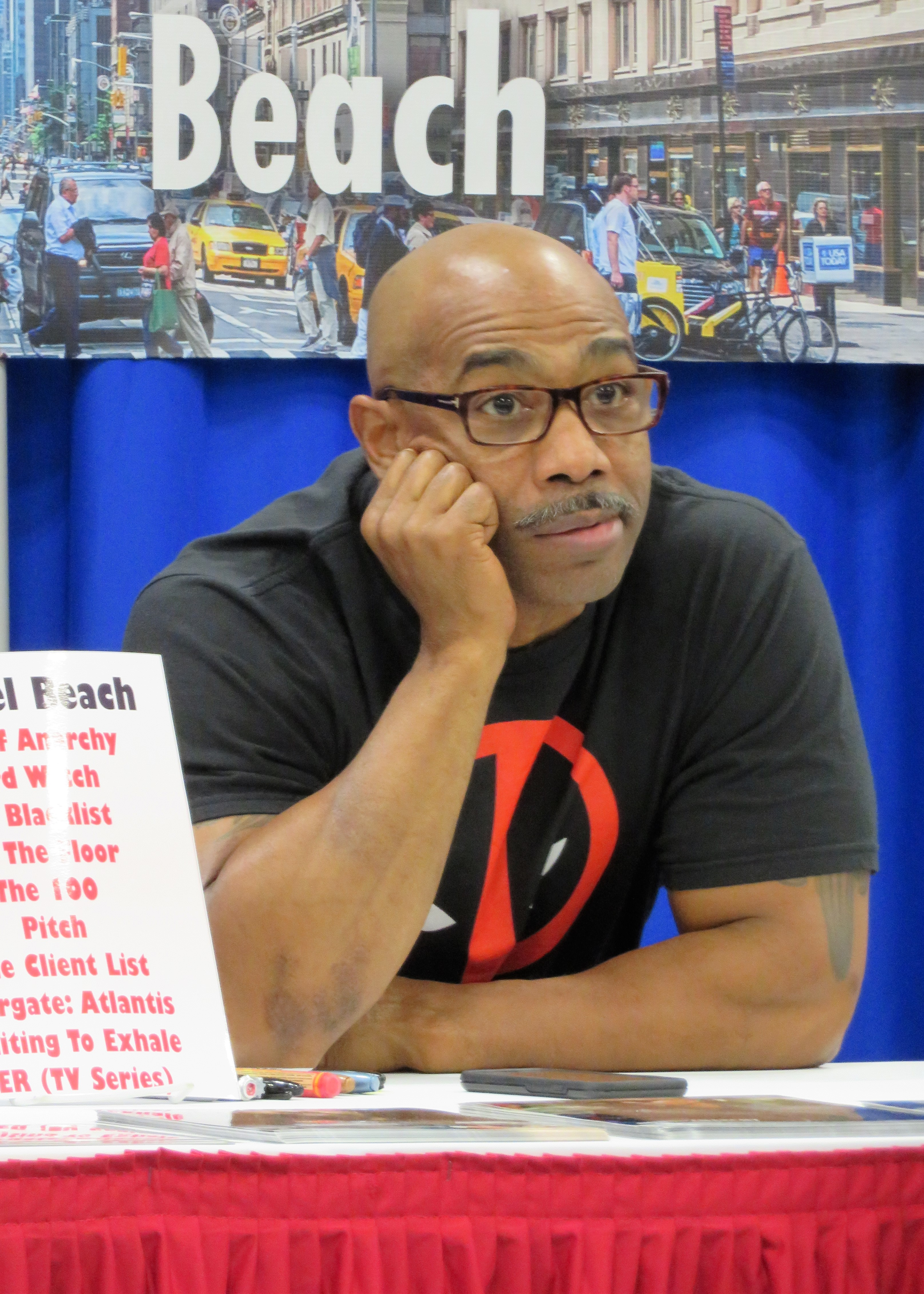
Michael Beach (2017)

Michael Anthony Beach (* 30. Oktober 1963 in Roxbury, Boston, Massachusetts) ist ein US-amerikanischer Schauspieler mit Wurzeln in Kap Verde.

## Leben
Beach kam das erste Mal in der High School mit der Schauspielerei in Kontakt, wo er von einem Freund dazu überredet wurde, für eine Schulaufführung vorzusprechen. Er bekam die Rolle und wechselte etwas später an die Juilliard School in New York. Während seiner Zeit dort wirkte er in zahlreichen Theaterstücken mit. Schließlich zog er nach Los Angeles und spielte in den Theaterproduktionen Ascension Day und Much Ado About Nothing mit.
Seine Arbeit am Theater führte ihn langsam an das Filmgeschäft heran. Zu Beginn wurden ihm lediglich kleinere Rollen angeboten. Den ersten großen Erfolg feierte er mit Abyss – Abgrund des Todes unter der Regie von James Cameron. Nachdem er mit Billy Bob Thornton den Film One False Move abgedreht hatte, konnte er etwas später eine Rolle in Robert Altmans Film Short Cuts ergattern. Der endgültige Durchbruch gelang ihm mit dem Film Waiting to Exhale – Warten auf Mr. Right, in dem er an der Seite von Angela Bassett und Whitney Houston spielte. In dem Film Soul Food, an der Seite von Vanessa Lynn Williams und Vivica A. Fox, spielte er wie schon in Warten auf Mr. Right einen Ehemann, der seine Frau betrügt. 2006 wirkte er in dem Film Lenaxa, 1 Mile mit, bei dem sein früherer Kollege aus Third Watch – Einsatz am Limit, Jason Wiles, Regie führte.
Neben seinen Filmen hatte er auch zahlreiche Gastauftritte in Fernsehserien wie Zurück in die Vergangenheit, New York Cops – NYPD Blue, Law & Order, Emergency Room – Die Notaufnahme und Law & Order: Special Victims Unit. In der Fernsehserie Third Watch – Einsatz am Limit spielte er von 1999 bis 2004 eine Hauptrolle.
Michael Beach heiratete 1989 seine Frau Tracy. Die Ehe wurde 2006 geschieden. Aus der Ehe gingen vier gemeinsame Kinder hervor.

## Filmografie (Auswahl)
- 1987: Suspect – Unter Verdacht (Suspect)
- 1987: Mit Volldampf nach Chicago (End of the Line)
- 1989: Abyss (The Abyss)
- 1989: Der knallharte Prinzipal (Lean on Me)
- 1990: Ein fremder Klang (Cadence)
- 1990: Internal Affairs – Trau’ ihm, er ist ein Cop (Internal Affairs)
- 1992: One False Move
- 1993: True Romance
- 1993: Short Cuts
- 1993: Die Schwester in der Todeszelle (Final Appeal, Fernsehfilm)
- 1995: Waiting to Exhale – Warten auf Mr. Right (Waiting to Exhale)
- 1995: Bad Company
- 1995–1997: Emergency Room – Die Notaufnahme (ER, Fernsehserie, 18 Episoden)
- 1996: A Family Thing – Brüder wider Willen (A Family Thing)
- 1997: Soul Food
- 1997: Vom Retter missbraucht (Casualties)
- 1997: Ms. Scrooge – Ein wundervoller Engel (Ms. Scrooge)
- 1998: Skidmarks – Blutspuren (Johnny Skidmarks)
- 1999: Made Men
- 1999–2005: Third Watch – Einsatz am Limit (Third Watch, Fernsehserie, 104 Episoden)
- 2004: Law & Order: Special Victims Unit (Fernsehserie, Episode 5x20 Lowdown)
- 2006: Lenaxa, 1 Mile
- 2006: Without a Trace – Spurlos verschwunden (Without a Trace, Fernsehserie, Episode 5x06 The Calm Before)
- 2007: Criminal Minds (Fernsehserie, Episode 3x08 Lucky)
- 2007–2009: Stargate Atlantis (Fernsehserie, fünf Episoden)
- 2008: First Sunday
- 2008: Stargate: The Ark of Truth – Die Quelle der Wahrheit (Stargate: The Ark of Truth)
- 2010: Lie to Me (Fernsehserie, Episode 2x15 Teacher and Pupils)
- 2010–2014: Sons of Anarchy (Fernsehserie, elf Episoden)
- 2011: Grey’s Anatomy (Fernsehserie, Episode 7x16 Not Responsible)
- 2011–2015: The Game (Fernsehserie, neun Episoden)
- 2012: Navy CIS (NCIS, Fernsehserie, Episode 9x13 A Desperate Man)
- 2012: Red Dawn
- 2013: Broken City
- 2013: Hypercane (500 MPH Storm)
- 2013: Insidious: Chapter 2
- 2014: Crisis (Fernsehserie, 13 Episoden)
- 2015: Battle Creek (Fernsehserie, Episode 1x12 Homecoming)
- 2015: Megachurch Murder
- 2015: Secrets and Lies (Fernsehserie, vier Episoden)
- 2015: The Blacklist (Fernsehserie, zwei Episoden)
- 2016: Blue Bloods – Crime Scene New York (Fernsehserie, Episode 6x20)
- 2016, 2019: The 100 (Fernsehserie, 13 Episoden)
- 2016: Pitch (Fernsehserie, Episode 1x01)
- 2016: Boston (Patriots Day)
- 2017: Loveletters – Eine zweite Chance für die Liebe (No Postage Necessary)
- 2017–2024: S.W.A.T. (Fernsehserie, 14 Folgen)
- 2018: Beale Street (If Beale Street Could Talk)
- 2018: Deep Blue Sea 2
- 2018: Aquaman
- 2018–2024: The Rookie (Fernsehserie, 7 Folgen)
- 2019: Barry (Fernsehserie, Episode 2x02 The Power of No)
- 2020: Inheritance – Ein dunkles Vermächtnis (Inheritance)
- 2020: Superintelligence
- 2021: SEAL Team
- 2021: Midnight in the Switchgrass – Auf der Spur des Killers (Midnight in the Switchgrass)
- 2021: The Harder They Fall
- seit 2021: Mayor of Kingstown (Fernsehserie)
- 2022: Dahmer – Monster: Die Geschichte von Jeffrey Dahmer (Miniserie)
- 2022–2024: Tulsa King (Fernsehserie, 10 Folgen)
- 2023: Saw X
- 2023: I’ll Be Right There
- 2024: Ein neuer Sommer (The Perfect Couple; Fernsehserie, 6 Folgen)